# Петрахнович-Мораховський Микола
Микола Петрахнович-Мораховський (імовірно, бл. 1600 — після 1666) — львівський художник, іконописець.

## Життєпис
З 1610 року — учень і помічник Федора Сеньковича, працював у його майстерні. Став його зятем. Після смерті Сеньковича взяв його малярську майстерню разом з опікою над вдовою.
Як поважний та висококваліфікований майстер в 1666 році очолив малярський цех у Львові, хоча був українцем.

### Роботи
- автор ікони Богородиці з Дитям (1635) над входом до братської Успенської церкви у Львові.
- у 1637 році відновив іконостас для цієї ж церкви, так як попередній (авторства Ф. Сеньковича) був дуже знищений ударом блискавки; іконостас зберігається у с. Великі Грибовичі біля Львова.
- в 1665 році виконав бокові образи для кіота Успенської церкви.
- іконостаси: в церквах Св. Миколая у Львові та Золочеві, в церкві Різдва Пресвятої Богородиці міста Рогатина (164 р.), в с. Бесіди Жовківського району та ін.

М. Петрахновичу приписується авторство портретів Варвари Лянгишівни, Костянтина Корнякта та його синів Костянтина та Олександра.